# 四日市岡田家
四日市岡田家（よっかいちおかだけ）は、三重県四日市市の実業家で、岡田屋呉服店を発祥とする江戸時代の商人身分の家である。政治家の岡田克也の実家である。岡田家は岡田屋呉服店からスーパー経営者となり、岡田屋はスーパーオカダヤから社名が変更して、ジャスコ、のちに流通業界の大手企業のイオングループとなり、実業家として発展をした。
四日市岡田家は、四日市九鬼家（九鬼産業家）、四日市平田家（富洲原の平田紡績家・チヨダウーテ家）と並ぶ、四日市3大実業家である。中部地区内の諏訪地区（本籍地が諏訪栄町商店街となっている）と堀木地区（近鉄名古屋線の近鉄四日市駅の西側に岡田克也一家の自宅）に自宅を保有して居住をしていた。現在の四日市岡田家（岡田屋）の当主は岡田元也である。

## 概要
1926年（大正15年）に岡田惣一郎（別名は六世岡田惣右衛門）が、家業としての個人経営から株式会社に組織化して「岡田屋呉服店」に改組した。岡田卓也は岡田屋7代目でイオングループの創業者でもある。

### 家訓
岡田屋には「大黒柱に車をつけよ」という有名な家訓がある。
「店の屋台骨を支える大黒柱に車をつけて、いつでも動かせるようにしておく」という意味で、店を構えるのは「場所」ではなく「人」に対してであり、時代や人の変化に応じて店を移動し構えよ、というスクラップアンドビルドの精神と、過去の成功体験にこだわるなという戒めとみられる。
これはジャスコの経営戦略となり、次々と出店攻勢を重ね、発展につながったとされる。

## 歴代当主
| 代 | 氏名         | 生年               | 没年               | 享年 | 備考                                           |
| -- | ------------ | ------------------ | ------------------ | ---- | ---------------------------------------------- |
| 初 | 岡田惣左衛門 |                    | 1798年（寛政10年） |      | 篠原屋を創業                                   |
| 2  | 岡田惣右衛門 |                    | 1811年（文化08年） |      |                                                |
| 3  | 岡田惣助     |                    | 1850年（嘉永03年） | 76   |                                                |
| 4  | 岡田惣八     |                    | 1885年（明治18年） | 66   |                                                |
| 5  | 岡田惣右衛門 |                    | 1920年（大正09年） | 71   |                                                |
| 6  | 岡田惣一郎   | 1885年（明治18年） | 1927年（昭和02年） | 42   | 株式会社岡田屋呉服店として法人化               |
| 7  | 岡田卓也     | 1925年（大正14年） |                    |      | ジャスコ株式会社を設立                         |
| 8  | 岡田元也     | 1951年（昭和26年） |                    |      | 弟に政治家の岡田克也、中日新聞社社員の高田昌也 |

## 歴史
岡田屋となった四日市岡田家は分家であり、古文書の記述や口伝によると、岡田家の祖先は治田鉱山が千姫の化粧料として与えられた江戸時代初期、鉱山を管理する桑名藩の役人として四日市に赴いた。
江戸時代の東海道五十三次の中で10番目くらいの大きさの宿場町の四日市は伊勢湾の四日市港がある海運都市であった。初代岡田惣左衛門が伊勢国員弁郡の治田郷（現在の三重県いなべ市北勢町）から四日市宿の久六町(現在の国道1号四日市橋南詰付近)へ移住してきたのは、宝暦年間（1751年 - 1764年）中期である。
三重郡楠町の庄屋を代々務めた旧家であり、地方議員（政治家）を務めた岡田武兵衛などの楠岡田家とは、戦国時代以前の岡田姓のルーツは同じだが、直接的に親戚関係や血族関係はない。
初代岡田惣左衛門一家は、1758年（宝暦8年）から久六町で店舗を構えず行商をしていた。当時は四日市近隣の醤油屋の屋号・篠原屋を借りての太物（綿と麻織物）の小物商人であった。初代岡田惣左衛門は1798年（寛政10年）に死亡し、息子の2代目岡田惣右衛門を経て、孫の3代目岡田惣助の代では岡田屋の小売業は安定していた。
4代目岡田惣八の後を継いだ5代目岡田惣右衛門の代になって、岡田家は実業家となった。惣右衛門は幼名を由松と言い、14歳の時に父・惣八に連れられて行商に出た。初めはうちわを販売していたが、商売繁盛のために木綿・赤木綿と事業拡大をおこなった。
1867年（慶応3年）のええじゃないか暴動に襲われた際には酒・衣類を振る舞うなどして解決した。
明治維新と同時に江戸時代までの行商方式から出張売り出し方式に転換した。四日市周辺の三重郡・朝明郡の各村や各町の広い家を借りて商品を並べて、鈴を振って人々に知らせて商品を教える販売方法であった。商売の効率が良くて、商品の運搬も天秤棒ではなくて、大八車を使用するまでになり、愛知県名古屋市や三重県松阪市まで仕入れに赴いた。
更に、岡田屋の店に見競勘定帳を導入して、就業規則や給与の明文化を図って商業の近代化に成功した。また、四日市では最初の正札販売を実施して、そのかたわら紡績工場の経営に着手した。このような近代化・工業化・商業の手腕・才覚は義理兄弟の契りを交わした、須原氏・川村又助・生川鉄忠の年長者3人の影響によるものと四日市の郷土史の言い伝えで呼ばれている。
大衆的な店を理想とし、店規則を定めて雇用人全員が住み込みとなり、入店後の年数によって合計20等級に区分された。職位は、入店したての大所から係長で最後は番頭になる仕組みであった。職位と等級は分離されていが、完全な年功序列制度であった。実力主義の特進や降格があった。
1887年（明治20年）に5代目岡田惣右衛門が四日市久六町にあった店舗を、明治時代の四日市の中心部の四日市辻の近くの南町へ店舗を移転し、屋号を「岡田屋」と改称した。10年後には四日市市制が実施されると同時に、辻の北町に移転をして、岡田屋を拡張した。辻は四日市随一の四日市の中心繁華街で多くの老舗が軒を並べていたが、近代的手法によって岡田屋が他の商業者にさきがけて繁栄する一方で、四日市市以外や三重県外へも出店をして、1958年（昭和33年）にはオカダヤ百貨店を近鉄四日市駅前にオープンさせた。四日市市富洲原地区の富州原町（松原地区緑町通りの八千代座や映画館跡地）に現在のイオングループの支店1号店を出店して、1969年（昭和44年）に「ジャスコ」と改称して、ジャスコグループを形成した。現在でも北勢町治田には、岡田本家がある。
1920年（大正9年）に5代目惣右衛門が逝去する前の岡田屋は、第一次世界大戦直後の株式市場の株価と物価の大暴落時に、四日市岡田家の家訓である「値段を下げに儲けよ（利益を上げよ）、値段を上げでもうけるな」に従って「暴落大売り出し」を実施した。
5代目岡田惣右衛門には実子がなく、妹の岡田ひさの婿養子として家柄など出自不明の前田末吉を迎えた。妹夫婦の間には岡田惣一郎が生まれた。
岡田屋6代目当主（四日市岡田家6代目）の岡田惣一郎（別名：6世岡田惣右衛門）は、1926年（昭和元年）に個人経営から株式会社組織の『岡田屋呉服店』に改組して近代化に貢献し、1927年（昭和2年）に42歳で病死した。逝去後は長男の岡田卓也が2歳の幼少だったため、卓也の姉2人が昭和20年まで中継ぎの女性当主として後見人となった。7代目当主となった岡田卓也は単なる一地方の呉服屋にすぎなかった岡田屋を国内最大規模の流通企業であるイオングループに発展させて事業を拡大させた。

## 岡田興産
四日市岡田家の資産会社の岡田興産は、イオングループのかつての筆頭株主であった。

## 家系図
- 四日市岡田家（岡田屋呉服店の岡田家）と親戚関係がある家系は以下の通りである。

1. 高田家（岡田卓也の妻の実家）
2. 村上家（岡田克也の妻・多津子の実家）
3. 小嶋家（岡田千鶴子の嫁ぎ先）
4. 速水家（岡田卓也の妻の妹の夫）
5. 小川家（岡田惣一郎の妻の親戚）
6. 美濃部家（岡田惣一郎の妻の実家）
7. 巌谷家（岡田惣一郎の妻の親戚）
8. 前田家（岡田惣一郎の父親の実家で朝鮮貿易商人の家系）[8]と婚姻（親戚関係）である。

- 岡田惣一郎の妻は美濃部家の美濃部金将次郎と妻えんの娘の田鶴である。えんは美濃部貞亮の娘で美濃部金将次郎は婿養子である。美濃部金将次郎は小川幸左衛門の息子である。小川幸左衛門と巌谷一六は従兄弟同士である。巌谷一六の息子は巌谷小次郎である。岡田卓也の姉の千鶴子は岡田惣一郎が若くして死亡後に弟の岡田卓也の後見人となる。岡田千鶴子は小嶋三郎と結婚をして、小嶋千鶴子となる。岡田卓也の妻は高田徳太郎の娘の保子で、保子は女3姉妹であった。保子も妹の夫は経済学者の速水融である。岡田克也の妻は村上水軍の子孫の女性医師であった多津子で、多津子の兄は村上誠一郎。父は村上信二郎。おじは村上孝太郎。祖父は村上常太郎。曾祖父は村上紋太郎である。

## 岡田家の教育方針
- 四日市市内には暁学園など私立学校があり、その他の私立中学校が三重県内に存在するが、岡田家は「岡田呉服店」を発祥とする庶民の家であり、一般人として生活している庶民の気持ちが分かるようになるために、子供時代から四日市市内の中部地区で富裕層であった卓也は、義務教育期間中は、私立ではなく、あえて公立学校の四日市市立中部西小学校と四日市市立中部中学校に息子たちを通学させた。そのおかげで、克也は今でも富裕層ではない一般人や庶民的な生活をしている同級生だった友達がいる。同じ四日市市出身で三重3区の対立候補である平田耕一議員や自由民主党の世襲議員は私立小学校や私立中学校に自身が通学して子供を進学させたが、克也は四日市市の中心地域である中部地区が好きであり、自身の子供が地域の子供たちと遊び、また一般人として教育を受けさせるために、卓也の方針を踏襲し、自身の子供を公立学校の四日市市立中部西小学校と四日市市立中部中学校に通わせた。義務教育卒業後の進学先は、都内のマンモス大学（東京都内の私立大学）で教育をさせる方針を採った[9]。
- 岡田家の男子は、基本的に旧制富田中学の三重県立四日市高等学校から早稲田大学に進学するが、例外的に克也は大阪教育大学附属高等学校池田校舎から東京大学に進学をした。岡田家の女子は私立大学の日本大学に進学している。

## 引用（ホームページ）
- イオングループホームページ
- ホームページ『系図で見る近現代第30回』イオングループ岡田家[11]